# سیاستمدار
سیاستمدار، سیاستگر یا پولیتیسیَن (به انگلیسی: Politician) به فردی گفته می‌شود که دارای قدرت سیاسی و اجرایی در دولت یا حکومت یک کشور است و فردی فعال در احزاب سیاسی می‌باشد یا شخصی است که دارای یک منصب انتخابی در دولت است یا به دنبال کسب آن جایگاه است.

## نطق و نگارش

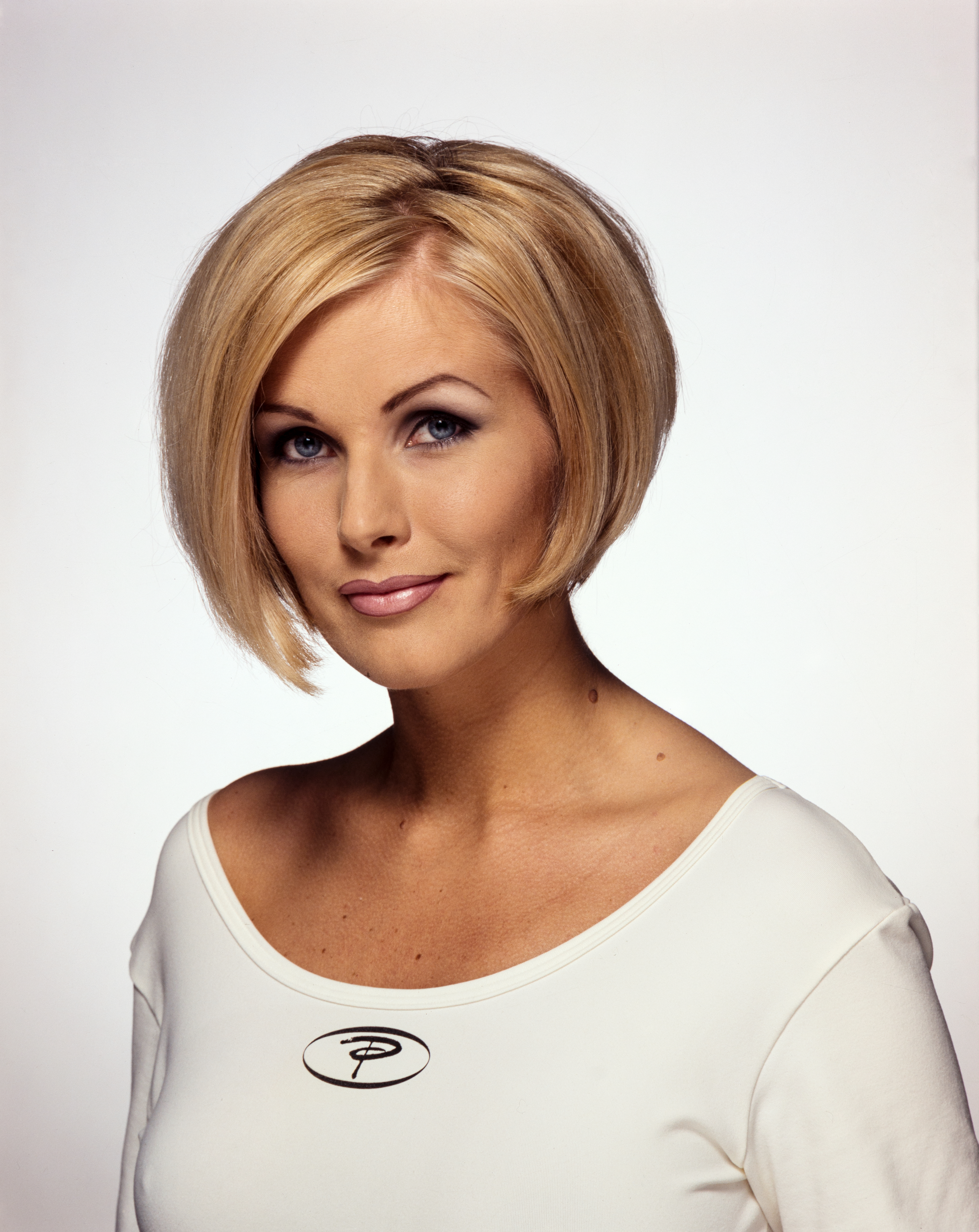
تانیا کارپلا (en) سیاستمدار و ملکهٔ زیبایی سابق اهل فنلاند.

سیاستمداران اغلب سخنور هستند باید بر رفتار خود مسلط باشند و عصبانیت آنها باید از پیش و حساب شده باشد. آنها همچنین به خبرگی در استفاده از رسانه‌ها شناخته شده‌اند. سیاستمداران قرن نوزدهم استفاده کلانی از روزنامه‌ها، مجلات، اعلامیه‌ها و همچنین پوستر نمودند. در قرن بیستم آنها وارد کار با رادیو و تلویزیون شدند و تبلیغات گران‌قیمتی در دوران‌های انتخابات انجام دادند. در قرن بیست و یکم سیاستمداران به شدت درگیر کار با رسانه‌های اجتماعی در اینترنت و تلفن‌های هوشمند شدند.
شایعه معمولاً نقش ویژه ای را در سیاست بازی کرده است. شایعات منفی دربارهٔ مخالفان اغلب مؤثر تر از شایعات مثبت دربارهٔ نفرات خودی بوده است.

## بوروکراسی و غنایم
پس از انتخاب سیاستمدار یک مقام حکومتی می‌شود و در مقابل بوروکراسی (دیوان سالاری) دائم غیر سیاستمداری قرار می‌گیرد. از نظر تاریخی، بین اهداف بلند مدت هر یک از طرف‌ها تضادهای ظریف ایجاد می‌شود.
در سیستم‌های مبتنی بر پشتیبانی مانند ایالات متحده و کانادا در قرن نوزدهم، سیاستمداران برنده سیاستمداران محلی را که پایگاه پشتیبانی آنها بوده‌اند جایگزین بوروکراسی می‌کنند (سیستم غنائم). اصلاح خدمات مدنی برای زدودن فسادی که در خدمات دولتی بود به وجود آمد. این سیستم غنائم در بعضی کشورهای کمتر توسعه یافته به شدت برقرار است.

## حرفه‌ای بودن
ماتوزی و ماریو استدلال می‌کنند که در دمکراسی مدرن سیاستمداران به‌طور معمول یکی از این دو مسیر را طی می‌کنند. یک گروه سیاستمداران حرفه‌ای هستند که سیاستمدارانی هستند که در قسمت سیاسی کار می‌کنند تا زمانی که بازنشسته شوند. گروه دوم «حرفه ای‌های سیاسی» هستند. اینها سیاستمدارانی هستند که در کنترل نمودن بوروکراسی‌های خاص شهرت می‌یابند، آنگاه سیاست را برای یک کار پر درآمد در بخش خصوصی ترک می‌کنند، و در این کار از آشنایان سیاسی‌شان بهره می‌گیرند.

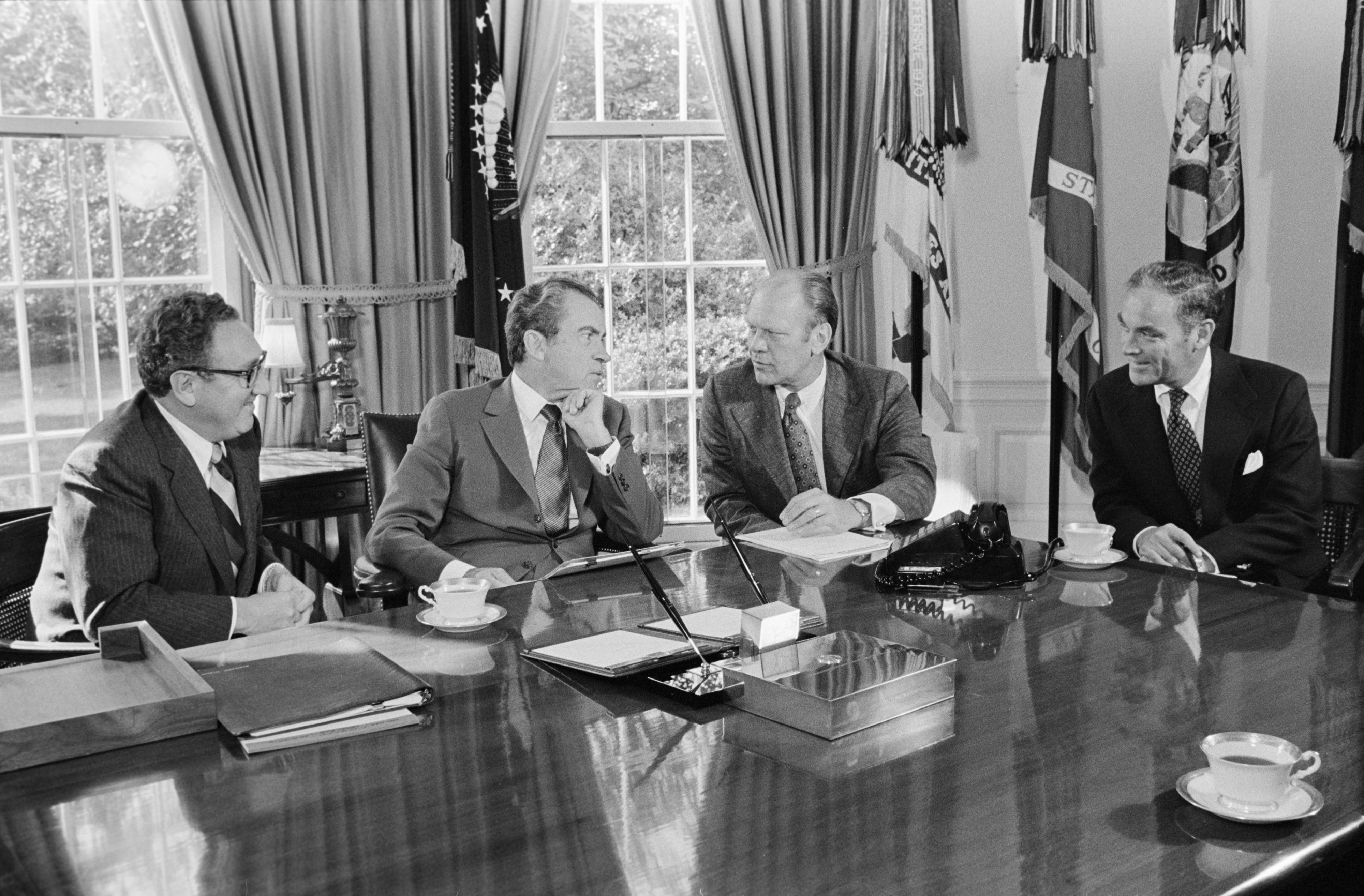
کیسینجر، نیکسون، فورد، هیگ در دفتر بیضی مشغول گفتگو برای نامزدی فورد برای معاون رئیس جمهور هستند.

## ویژگی‌ها
محققان متعددی ویژگی‌های سیاستمداران را مطالعه کرده‌اند و سیاستمداران محلی و کشوری را با یکدیگر قیاس کرده‌اند. آنها همچنین لیبرال‌ترین آنها را با محافظه کارترین مقایسه کرده و موفق‌ترین و کم توفیق‌ترین آنها در انتخابات را سنجیده‌اند. در سالهای اخیر توجه ویژه ای بر مسیر حرفه ای زنان سیاستمدار گذاشته شده است. یک مثال «سوپر مادر» (مادر ویژه) در سیاست‌های آمریکای لاتین است.
بسیاری از سیاستمداران توانمندی بخاطر سپردن هزاران اسامی، چهره‌ها و همچنین خصوصیات افراد را دارا می‌باشند. این یک برتری در حرفه است که برای آنها بیشتر از یک قد دومتری برای یک بسکتبالیست ارزش دارد. ٰرؤسای جمهور آمریکا جرج دابلیو بوش و بیل کلینتون به حافظه قوی شان معروف بودند.

## انتقاد

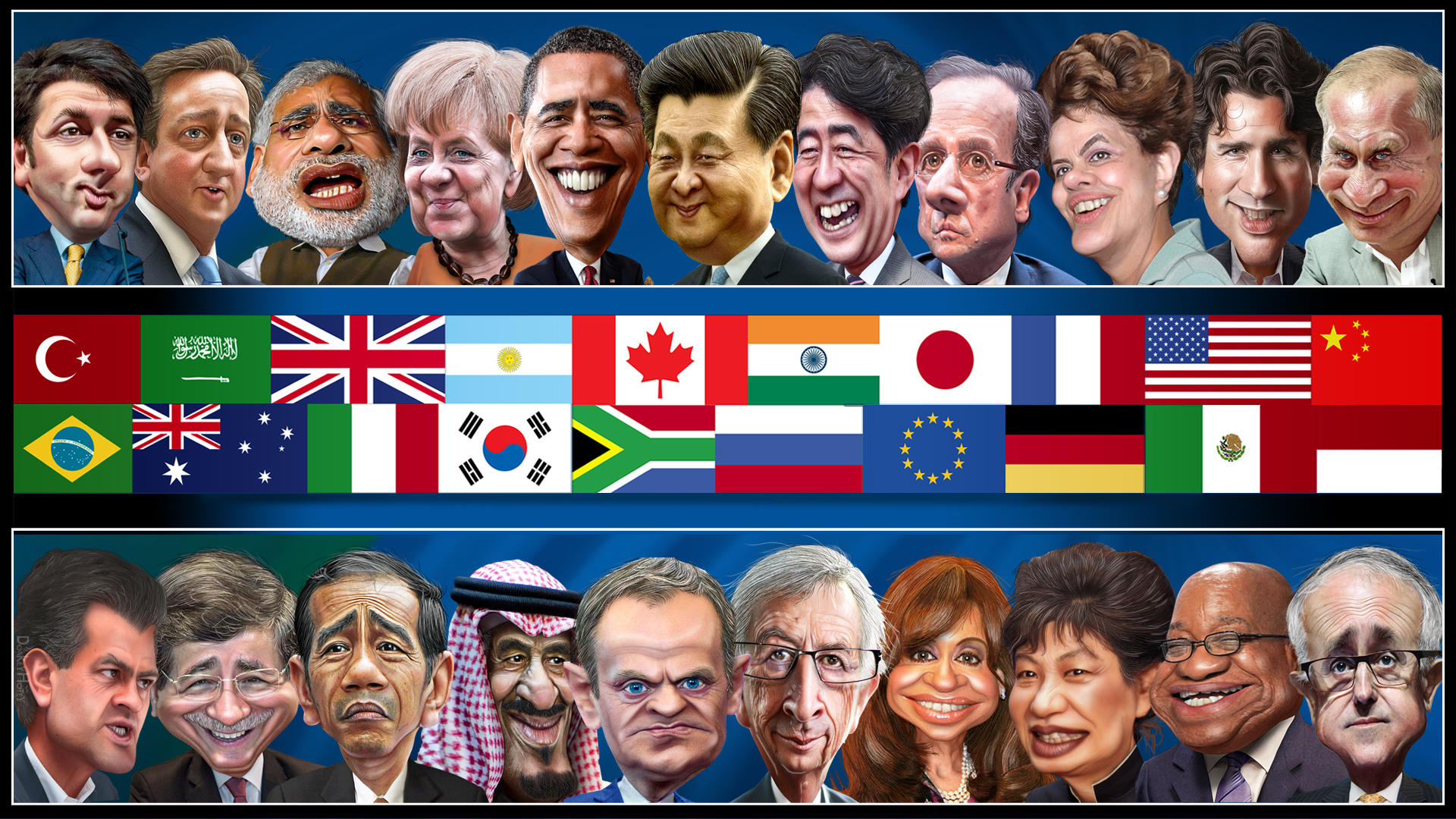
کاریکاتور سیاستمداران گروه ۲۰ در سال ۲۰۱۵

منتقدان بسیاری سیاستمداران را بخاطر دوری آنها از مردم زیر انتقاد می‌برند. از مواردی که روی آن انگشت گذاشته می‌شود شیوهٔ رسمی صحبت‌کردن سیاستمداران است که بعضاً مملو از بیانات خوش‌بینانه و استعاره‌ای است که به نوعی صحبت را مبهم کرده و به سردرگمی و گمراهی شنونده می‌افزاید.
در نظر تعدادی از عام سیاستمداران به عنوان اشخاصی بی‌روح، خودبین، بی‌کفایت و فاسد محسوب می‌شوند که در مقابل کالا یا خدماتی که ارائه می‌دهند پول می‌گیرند تا اینکه کارشان را برای خاطر عامه بگذارند. سیاستمداران در بعضی کشورها به عنوان مورد تنفرترین افراد شناخته می‌شوند.